# 興照寺 (川口市)
興照寺（こうしょうじ）は、埼玉県川口市にある真言宗智山派の寺院。

## 歴史
創建年代は不明であるが、当寺の旧所在地で別当寺を務めていた東沼神社の境内から、「嘉暦三年（1328年）」の銘が入った板碑が出土していることから、鎌倉時代末期には既に存在していたものと推測される。さいたま市緑区の大興寺の末寺である。
明治初期の神仏分離により、別当寺の任は解かれ、現在地に移転した。

## 交通アクセス
- 東川口駅より徒歩23分。